# لیگ قهرمانان اقیانوسیه ۲۰۲۳
لیگ قهرمانان اقیانوسیه ۲۰۲۳ بیست و دومین دوره مسابقات قهرمانی باشگاه‌های اقیانوسیه، مسابقات فوتبال باشگاهی برتر در اقیانوسیه بود که توسط کنفدراسیون فوتبال اقیانوسیه (اواف‌سی) سازماندهی شد و هفدهمین فصل با نام فعلی لیگ قهرمانان اقیانوسیه بود.
مدافع عنوان قهرمانی، اوکلند سیتی، تیم فیجیایی سووا را شکست داد و عنوان یازدهم خود را به دست آورد و حق بازی در جام باشگاه‌های جهان ۲۰۲۳ در عربستان سعودی را به دست آورد. از آنجایی که آنها همچنین قهرمان لیگ قهرمانان اقیانوسیه ۲۰۲۲ شدند، آنها همچنین حق بازی در جام باشگاه‌های جهان ۲۰۲۵ در ایالات متحده آمریکا را به دست آوردند.

## تیم‌ها
در مجموع ۱۸ تیم از ۱۱ انجمن اواف‌سی در مسابقات حضور یافتند.
- به هفت انجمن (فیجی، کالدونیای جدید، نیوزیلند، پاپوآ گینه نو، جزایر سلیمان، تاهیتی، وانواتو) پس از انجام یک بازی پلی آف ملی بین ۲ باشگاه برتر لیگ، به هر یک در مرحله گروهی یک جایگاه اعطا می‌شود.
- چهار انجمن (ساموآی آمریکا، جزایر کوک، ساموآ، تونگا) هر کدام یک سهمیه در مرحله مقدماتی دریافت می‌کنند و برنده به مرحله گروهی صعود می‌کند.

| انجمن                 | تیم                | نحوه صعود                                         |
| ورود از پلی آف ملی    | ورود از پلی آف ملی | ورود از پلی آف ملی                                |
| --------------------- | ------------------ | ------------------------------------------------- |
| فیجی                  | روا                | قهرمان لیگ ملی فوتبال فیجی ۲۰۲۲                   |
| فیجی                  | سووا               | نایب قهرمان لیگ ملی فوتبال فیجی ۲۰۲۲              |
| کالدونیای جدید        | تیگا اسپورت        | قهرمان سوپر لیگ کالدونیای جدید ۲۰۲۲               |
| کالدونیای جدید        | هیانگن اسپورت      | نایب قهرمان سوپر لیگ کالدونیای جدید ۲۰۲۲          |
| نیوزیلند              | اوکلند سیتی        | قهرمان مرحله نهایی لیگ ملی نیوزیلند ۲۰۲۲          |
| نیوزیلند              | ولینگتون المپیک    | نایب قهرمان مرحله نهایی لیگ ملی نیوزیلند ۲۰۲۲     |
| پاپوآ گینه نو         | لائه سیتی          | قهرمان لیگ فوتبال ملی پاپوآ گینه نو ۲۰۲۲          |
| پاپوآ گینه نو         | هیکاری یونایتد     | نایب قهرمان لیگ فوتبال ملی پاپوآ گینه نو ۲۰۲۲     |
| جزایر سلیمان          | سلیمان واریورز     | قهرمان اس-لیگ جزایر سلیمان ۲۳–۲۰۲۲                |
| جزایر سلیمان          | کوسا               | نایب قهرمان اس-لیگ جزایر سلیمان ۲۳–۲۰۲۲           |
| تاهیتی                | پیرائه             | قهرمان لیگ ۱ تاهیتی ۲۲–۲۰۲۱                       |
| تاهیتی                | دراگون             | نایب قهرمان لیگ ۱ تاهیتی ۲۲–۲۰۲۱                  |
| وانواتو               | ایفیرا بلک برد     | قهرمان مرحله نهایی سوپر لیگ ملی وانواتو ۲۰۲۲      |
| وانواتو               | سیا راگا           | نایب قهرمان مرحله نهایی سوپر لیگ ملی وانواتو ۲۰۲۲ |
| ورود از مرحله مقدماتی |                    |                                                   |
| ساموآی آمریکا         | ایلائوآ و توئوماتا | قهرمان لیگ بزرگسالان ساموآی آمریکا ۲۰۲۲           |
| جزایر کوک             | توپاپا مارائرنگا   | قهرمان جام جزایر کوک ۲۰۲۲                         |
| ساموآ                 | لوپه اوله سواگا    | رتبه سوم لیگ ملی ساموآ ۲۰۲۲                       |
| تونگا                 | ویتونگو            | قهرمان لیگ برتر تونگا ۲۰۲۲                        |

## مرحله مقدماتی

### گروه مقدماتی
قرعه کشی مرحله مقدماتی در ۱ فوریه ۲۰۲۳ در مقر اواف‌سی در اوکلند، نیوزیلند برگزار شد. چهار تیم حاضر در مرحله مقدماتی به صورت نوبت‌گردشی در یک مکان متمرکز با یکدیگر بازی کردند. تیم برنده برای پیوستن به ۸ شرکت کننده مستقیم به مرحله گروهی راه یافت. مرحله مقدماتی در آپیا به میزبانی فدراسیون فوتبال ساموآ برگزار شد.
| تیم                 | بازی | برد | تساوی | باخت | گل‌زده | گل‌خورده | تفاضل‌گل | امتیاز | صلاحیت      |
| ------------------- | ---- | --- | ----- | ---- | ----- | ------- | ------- | ------ | ----------- |
| لوپه اوله سواگا (م) | ۳    | ۳   | ۰     | ۰    | ۲۹    | ۱       | ۲۸+     | ۹      | مرحله گروهی |
| توپاپا مارائرنگا    | ۳    | ۲   | ۰     | ۱    | ۱۰    | ۷       | ۳+      | ۶      |             |
| ویتونگو             | ۲    | ۰   | ۰     | ۲    | ۰     | ۱۰      | ۱۰-     | ۰      |             |
| ایلائوآ و توئوماتا  | ۲    | ۰   | ۰     | ۲    | ۰     | ۲۱      | ۲۱-     | ۰      |             |

### پلی آف ملی
در ۱۰ فوریه ۲۰۲۳، اواف‌سی اعلام کرد که ۷ ست پلی آف ملی برگزار می‌شود تا مشخص شود کدام تیم از هر کشور در لیگ قهرمانان امسال شرکت خواهد کرد.
| تیم ۱           | نتیجه نهایی | تیم ۲          | بازی رفت | بازی برگشت |
| --------------- | ----------- | -------------- | -------- | ---------- |
| سووا            | ۳–۲         | روا            | ۱–۱      | ۲–۱        |
| هیانگن اسپورت   | ۱–۵         | تیگا اسپورت    | ۱–۳      | ۰–۲        |
| ولینگتون المپیک | ۴–۶         | اوکلند سیتی    | ۱–۱      | ۳–۵        |
| هیکاری یونایتد  | ۴–۱         | لائه سیتی      | ۲–۱      | ۲–۰        |
| کوسا            | ۲–۳         | سلیمان واریورز | ۱–۱      | ۱–۲        |
| دراگون          | ۳–۹         | پیرائه         | ۰–۲      | ۳–۷        |
| سیا راگا        | ۰–۴         | ایفیرا بلک برد | ۰–۳      | ۰–۱        |

## مرحله گروهی
چهار تیم در هر گروه به صورت نوبت‌گردشی در یک مکان متمرکز در وانواتو با یکدیگر بازی کردند. تیم‌های اول و دوم هر گروه به مرحله نیمه نهایی مرحله حذفی راه یافتند.
قرعه کشی مرحله گروهی توسط اواف‌سی در ۲۳ مارس ۲۰۲۳ اعلام شد. ۸ تیم در دو گروه چهار تیمی قرار گرفتند.

### گروه A
| تیم             | بازی | برد | تساوی | باخت | گل‌زده | گل‌خورده | تفاضل‌گل | امتیاز | صلاحیت     |
| --------------- | ---- | --- | ----- | ---- | ----- | ------- | ------- | ------ | ---------- |
| اوکلند سیتی     | ۳    | ۳   | ۰     | ۰    | ۹     | ۲       | ۷+      | ۹      | مرحله حذفی |
| سووا            | ۳    | ۲   | ۰     | ۱    | ۶     | ۳       | ۳+      | ۶      | مرحله حذفی |
| سلیمان واریورز  | ۳    | ۱   | ۰     | ۲    | ۴     | ۵       | ۱-      | ۳      |            |
| لوپه اوله سواگا | ۳    | ۰   | ۰     | ۳    | ۰     | ۹       | ۹-      | ۰      | انصراف     |

به دلیل مصدومیت تعداد زیادی از بازیکنان لوپه اوله سواگا، تمامی بازی‌های این تیم به حالت ۳–۰ درآمد.

### گروه B
| تیم                | بازی | برد | تساوی | باخت | گل‌زده | گل‌خورده | تفاضل‌گل | امتیاز | صلاحیت     |
| ------------------ | ---- | --- | ----- | ---- | ----- | ------- | ------- | ------ | ---------- |
| پیرائه             | ۳    | ۲   | ۱     | ۰    | ۷     | ۳       | ۴+      | ۷      | مرحله حذفی |
| ایفیرا بلک برد (م) | ۳    | ۱   | ۱     | ۱    | ۳     | ۴       | ۱-      | ۴      | مرحله حذفی |
| هیکاری یونایتد     | ۳    | ۱   | ۰     | ۲    | ۳     | ۳       | ۰       | ۳      |            |
| تیگا اسپورت        | ۳    | ۱   | ۰     | ۲    | ۱     | ۴       | ۳-      | ۳      |            |

## مرحله حذفی
|  | نیمه نهایی      | نیمه نهایی |                    |   | فینال | فینال |
|  |                 |            |                    |   |       |       |
|  | ۲۴ مه ۲۰۲۳      |            |                    |   |       |       |
|  |                 |            |                    |   |       |       |
|  | اوکلند سیتی (پ) | ۲ (۵)      |                    |   |       |       |
|  | اوکلند سیتی (پ) | ۲ (۵)      | ۲۷ مه ۲۰۲۳         |   |       |       |
|  | ایفیرا بلک برد  | ۲ (۴)      |                    |   |       |       |
|  | ایفیرا بلک برد  | ۲ (۴)      | اوکلند سیتی (و.ا.) | ۴ |       |       |
|  | ۲۴ مه ۲۰۲۳      |            | اوکلند سیتی (و.ا.) | ۴ |       |       |
|  |                 | سووا       | ۲                  |   |       |       |
|  | پیرائه          | سووا       | ۲                  | ۲ |       |       |
|  | پیرائه          |            |                    | ۲ |       |       |
|  | سووا (و.ا.)     | ۴          |                    |   |       |       |
|  | سووا (و.ا.)     | ۴          |                    |   |       |       |